# ATP Montevideo 1995
L'ATP Montevideo 1995 è stato un torneo di tennis giocato sulla terra rossa. È stata la 2ª edizione dell'ATP Montevideo, che fa parte della categoria World Series nell'ambito dell'ATP Tour 1995. Si è giocato a Montevideo in Uruguay, dal 30 ottobre al 5 novembre 1995.

## Campioni

### Singolare
Bohdan Ulihrach ha battuto in finale  Alberto Berasategui con il punteggio di 6–2, 6–3

### Doppio
Sergio Casal /  Emilio Sánchez hanno battuto in finale  Jiří Novák /  David Rikl con il punteggio di 2–6, 7–6, 7–6